# Cercocebus agilis
Cercocebus agilis là một loài động vật có vú trong họ Cercopithecidae, bộ Linh trưởng. Loài này được Milne-Edwards mô tả năm 1886.